# Pithecheir parvus
Pithecheir parvus es una especie de roedor de la familia Muridae.

## Distribución geográfica
Se encuentra solo en Indonesia.